# Nhơn Hòa (xã)
Nhơn Hòa là một xã thuộc huyện Tân Thạnh, tỉnh Long An, Việt Nam.

## Địa lý
Xã Nhơn Hòa có diện tích 29,52 km², dân số năm 1999 là 2.157 người, mật độ dân số đạt 73 người/km².

## Hành chính
Xã Nhơn Hòa được chia thành 3 ấp: Gò Nôi, Hải Hưng, Kênh Chà.

## Lịch sử
Ngày 18 tháng 7 năm 2019, HĐND tỉnh Long An ban hành Nghị quyết số 43/NQ-HĐND về việc sáp nhập ấp Phụng Thớt vào ấp Kênh Chà.